# Michael Gundlach (Musiker, 1963)

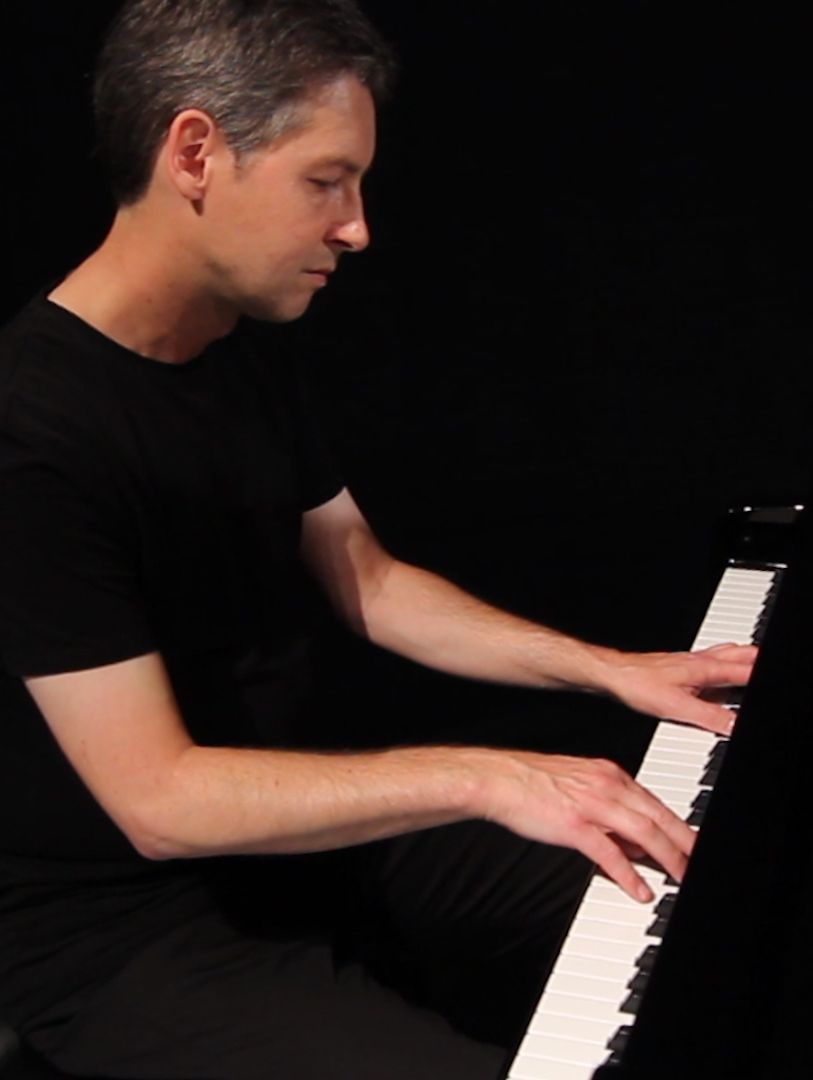
Michael Gundlach im Jahr 2013

Michael Gundlach (* 23. Januar 1963 in Worms) ist ein deutscher Musiker, Autor und Musikpädagoge aus der Pfalz.

## Leben und Wirken
Michael Gundlach studierte von 1984 bis 1989 an der Hochschule für Musik und Darstellende Kunst Mannheim. Zwischen 1986 und 1988 war er als Pianist beim LandesJugendJazzOrchester Hessen tätig. Er hatte zahlreiche Engagements als Pianist und Keyboarder bei mehreren Musicals am Staatstheater Karlsruhe, am Musicaltheater Stuttgart und diversen Pop-, Rock-, Soul- und Jazzbands mit Konzerten und Auftritten bei den größten deutschen Rockfestival's wie Rock am Ring (Nürburgring 2001), Rock im Park (Nürnberg) und bei Jazzfestivals in Frankfurt und Idstein. Es folgten Tourneen im In- und Ausland, darunter zwei USA/Kanada-Tourneen mit dem Studiochor des ERF. Er wirkte bei diversen CD-, Rundfunk- und Fernseh-Produktionen mit und begleitet die Musikpredigten von Heiko Bräuning beim Fernsehgottesdienst Stunde des Höchsten der Zieglerschen Anstalten, der über Bibel TV ausgestrahlt wird und tritt zusammen mit Heiko Bräuning bei Gottesdiensten, Vorträgen, Bibelwochen und Frauenfrühstückstreffen auf. 2012 wirkte er als Pianist bei Jazz-Gottesdiensten im Rahmen von Worms: Jazz & Joy mit.
Gundlach ist Musiklehrer, Dozent vieler Klavierworkshops und Autor mehrerer Musikbücher Er ist in der Klassischen Musik ebenso zuhause wie im Jazz und Blues. Als Komponist und Arrangeur produzierte er etliche Instrumental-CDs. Das Projekt Happy Hour wurde 1996 im Frankfurter „Art of June“-Studio aufgenommen. Er arbeitete hier mit Künstlern wie Lisa Shaw (Lead Vocals), Tony Lakatos (Saxophon), Peter Schulte (Saxophon), Peter Schneider (Gitarre), Benjamin Wittiber (Vibes), Helmut Jost (E-Bass) und Kostas Karagiozidis (Keyboards/Bass/Drums/Percussion) zusammen.

## Musikverlag
Im Jahr 1999 gründete Gundlach unter dem Namen MIGU MUSIC seinen eigenen Musikverlag mit Sitz in Frankenthal (Pfalz). Die Verlagsarbeit begann mit Produktion und Vertrieb von CDs mit Instrumentalmusik und wurde ab 2005 aufgrund seiner Lehrtätigkeit um mehrere Lehrwerke und Spielliteratur für Klavier erweitert.

## Veröffentlichungen
Tonträger
- Happy hour, Migu-Music, 1999.
- Piano balladesque, Migu-Music, 1999.
- Faszination Piano, mit Jochen Rieger, Johannes Nitsch und Andreas Hönsch, Gerth Medien, 2001.
- Wohin sonst, ERF-Verlag, 2002. Studiochor und andere
- Choräle am Piano, Label cap-music, Migu-Music, 2010.

Musikdrucke
- Arrangements zu
  - Gospels & Spirituals ISBN 978-3-86626-065-8, ISBN 978-3-86626-064-1.
  - Choräle am Piano. ISBN 978-3-86773-117-1
  - Berühmten Melodien. ISBN 978-3-86642-034-2.
  - Barmusik-Klassiker. ISBN 978-3-86626-129-7.
  - Stücken der 1920er bis 50er Jahre, ISBN 978-3-86642-033-5.
  - Weihnachtslieder, ISBN 978-3-86642-073-1.
  - Emotional Piano Ballads, ISBN 978-3-86642-091-5.
  - Modern Piano Ballads, ISBN 978-3-86642-173-8.

- Lehrwerke zu
  - Pop Piano, zwei Bände, ISBN 978-3-86642-017-5, ISBN 978-3-86642-016-8, und Flinke Finger ISBN 978-3-86642-023-6.
  - Boogie Woogie, ISBN 978-3-86642-013-7.
  - Bar Piano Schule, Artist Ahead Musikverlag, Walldorf 2010, ISBN 978-3-86642-011-3 und Barpiano-Techniken: Der Bar Piano Profi, ISBN 978-3-86642-022-9.
  - Die Jazz-Piano-Schule, ISBN 978-3-86642-187-5.
  - Walking Bass am Piano, ISBN 978-3-86642-027-4.
  - Blues Piano, Hage Musikverlag, 2012, ISBN 978-3-86626-277-5 und ISBN 978-3-86642-048-9.
  - Blues-
    - Saxophon, ISBN 978-3-86642-048-9.
    - Trompete, ISBN 978-3-86642-050-2.